# Naše cesta
Naše cesta (podtitul: Časopis Sdružení studentstva v Kladně, později: Měsíčník kulturní aktivity) byl český časopis, vycházející v letech 1929–1935.
Byly vydány čtyři ročníky. První tři ročníky vyšly v letech 1929–1931 na Kladně. První ročník redigoval Radim Foustka. Od druhého ročníku převzal vedení časopisu Václav Pekárek, kulturní referent spolku Sdružení studentstva. V roce 1932 se Sdružení studentstva distancovalo od vydávání časopisu a do svých rukou ho převzalo fiktivní vydavatelské družstvo, které představovaly dvě osoby: Václav Pekárek a Václav Klabík (třetí ročník byl zakončen osmým číslem). Čtvrtý ročník byl vydáván v Hradci Králové a redigoval ho Břetislav Mencák.  Redakční kruh tehdy tvořili: A. F. Šulc, Jan Holinský, J. V. Pleva, Petr Denk aj. Měsíčník byl zaměřen kulturně a věnoval se literatuře, překladům ze zahraniční literatury, oblasti divadla a filmu (v ročníku II. bylo číslo 9-10 celé věnováno filmu). Přinášel zprávy o stavu kultury na Kladně, recenze na divadelní a filmová představení, původní literární tvorbu. Divadelní tvorbě se na stránkách Naší cesty pravidelně věnoval budoucí filmový režisér a publicista A. F. Šulc. O filmu psali na stránkách Naší cesty např. filmový kritik Lubomír Linhart, Jan Holinský, Petr Denk, Jaroslav Brož, Gustav Mencák. Kulturní a literární publicistikou se zabýval Radim Foustka.